# Promachus ceylanicus
Promachus ceylanicus är en tvåvingeart som först beskrevs av Macquart 1838.  Promachus ceylanicus ingår i släktet Promachus och familjen rovflugor.
Artens utbredningsområde är Sri Lanka. Inga underarter finns listade i Catalogue of Life.